# Claudia Balderas Espinoza
Claudia Esther Balderas Espinoza (n. Minatitlán, Veracruz; 20 de agosto de 1991) es una política e ingeniera química mexicana, miembro del partido Partido Revolucionario Institucional. Es senadora para el periodo de 2018 a 2024.

## Reseña biográfica
Claudia Balderas Espinoza es ingeniera química egresada del Instituto Tecnológico de Minatitlán. 
Ha ocupado los cargos de consejera política nacional y estatal de Morena, así como coordinadora territorial y de campaña del mismo partido. En 2018 fue directora de Jóvenes en el municipio de Coatzacoalcos.

## Senadora
En 2018 fue elegida senadora por Lista Nacional de Morena a las Legislaturas LXIV y LXV que concluirán en 2024. En el Senado es secretaria de la comisión de Juventud y Deporte, e integrante de las comisiones de Ciencia y Tecnología, de Comunicaciones y Transportes, y de Estudios Legislativos, Primera.
| Comisiones y comités a los que pertenece | Comisiones y comités a los que pertenece | Comisiones y comités a los que pertenece         |
| Comisión o Comité                        | Puesto                                   | Periodo                                          |
| ---------------------------------------- | ---------------------------------------- | ------------------------------------------------ |
| Juventud y Deporte                       | Secretaria                               | 25 de septiembre de 2018 - act.                  |
| Ciencia y Tecnología                     | Integrante                               | 27 de septiembre de 2018 - act.                  |
| Comunicaciones y Transportes             | Integrante                               | 27 de septiembre de 2018 - act.                  |
| Estudios Legislativos, Primera           | Integrante                               | 27 de septiembre de 2018 - act.                  |
| Estudios Legislativos, Segunda           | Integrante                               | 5 de marzo de 2019 - 26 de marzo de 2019         |
| Para la Igualdad de Género               | Integrante                               | 27 de septiembre de 2018 - 11 de octubre de 2018 |

El 11 de diciembre de 2023 abandonó Morena para incorporarse como senadora del Partido Revolucionario Institucional.

## Polémicas

### Detención de su asesor
El 25 de febrero de 2020 cobró notoriedad mediática al ser detenido por agentes de policía de la Ciudad de México un hombre que manejaba su camioneta, de nombre Mario Espinoza Zetina, después de impactar a un agente policial en calles de la Colonia Roma; al ser detenido fue identificado como asesor de la senadora y se le localizó polvo blanco similar a cocaína; finalmente, no se levantaron cargos y quedaron en libertad. Tras ello, y al hacer pública su versión de los hechos, Claudia Balderas manifestó no haber cometido ningún delito, haber sido agrededida po la policía y solicitar el deslinde de responsabilidades, y negó que Mario Espinoza fuera su asesor o trabajara con ella, manifestando que solo la acompañaba. Información periodística determinó de forma posterior que si había laborado como asesor de Claudia Balderas al menos hasta diciembre de 2019.

### Agresión a trabajadora del senado
El 1 de septiembre de 2022, fue captada en un video que circuló en las redes sociales en el que se veía cómo empujaba a una mujer dentro de las instalaciones del Senado de la República. De acuerdo con los informes de los periodistas de la fuente legislativa, la senadora, en compañía de su pareja, golpeó a una joven fuera del Salón de Sesiones. Ellos informaron que la trabajadora del Senado estaba en estado de ebriedad.
La mujer agredida, identificada como Amor Torres Carmona, fue cuestionada por los reporteros acerca de si estaba en estado de ebriedad dentro de la Cámara Alta. Ella negó estar ebria y explicó que había estado trabajando desde las 5 de la mañana en el Senado de la República, argumentando que la dificultad para articular palabras se debía a la presión, no a la ebriedad.

### Acusación de no pagar la renta
El 30 de enero de 2023 se hizo público en redes sociales tras haber sido denunciada porque debía 200,000 pesos mexicanos de la renta de la casa en la que habitaba, la cual se negaba a desocupar. Según los informes de los medios, Balderas ocupaba el inmueble desde el 2021 y desde mayo de 2022 había dejado de pagar la renta y amenazado con no desalojarlo ante las peticiones de pago por parte de los propietarios.
Nora Ochoa, dueña de la casa que Claudia Balderas habitaba sin pagar, acusó a Claudia Balderas en Twitter de gastar miles de pesos en ropa de lujo, pero «no paga la renta de la casa que ya legalmente habita, pues hace seis meses le pedí que entregara y en su lugar dejó de pagar». Por eso, pidió ayuda en el Senado de la República y compartió fotografías de la senadora usando ropa de marcas como Balenciaga y Gucci. Ochoa compartió capturas de pantalla sobre el bloqueo que Claudia Balderas hizo a su cuenta y que ya no respondía a sus mensajes de WhatsApp donde le pedía que le entregara su casa.
La señora Ochoa informó a Infobae México que la casa está situada en la Colonia del Valle, en la alcaldía Benito Juárez, en la Ciudad de México. Contó que Balderas alquiló la casa a través de un corredor inmobiliario y pasó la investigación y la póliza sin dificultad y sin problemas al momento de pagar la renta mensual de 35,000 pesos.
El 31 de enero de 2023, Claudia Balderas declaró que había cumplido con pagar su renta de manera oportuna. Ella hizo un llamamiento en las redes sociales a «todas las personas que la señora Ochoa ha presionado y amenazado, así como también debe dinero, algo que debería ser conocido por todos».